# Георгіус Цул

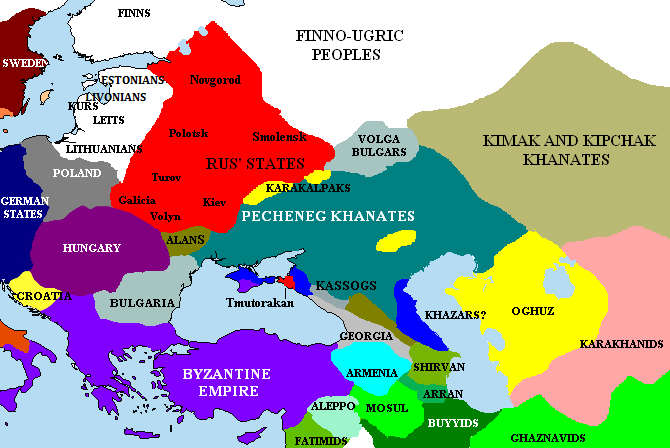
Понтійські степи, бл.1015. Області, виділені синім кольором, — це ті, які, можливо, все ще знаходяться під контролем хазар.

Георгій Цул (також Георгій) — хозарський полководець, проти якого Візантійська імперія та Мстислав Тмутараканський розпочали спільний похід у 1016 році.
Він з'являється лише в розповіді візантійських придворних істориків Кедреноса та Іоанна Скиліца, які поміщають його в Керчі та називають «каганом» (титул хозарських імператорів). Кедренос стверджує, що його схопив експедиційний корпус, але не розповідає про свою остаточну долю. Існують написи та інші згадки про клан Цуль або Цаль у Криму в цей період; імовірно, він був членом, хоча спорідненість цієї родини з початковою правлячою династією Хазарії невідома. Майже нічого більше про нього, включно з обсягом його володінь, невідомо.
Незважаючи на те, що раніші автори стверджували, що хозарський каган зобов'язаний був дотримуватися іудаїзму, Георгій є християнським ім'ям. Невідомо, чи був Георгій Цул християнином, євреєм чи шаманом із незвичайним грецьким іменем, чи це ім'я є просто візантійською спробою транслітерації тюркського чи єврейського імені. 
Приблизно в цей період відбулися візантійські кампанії проти грузин і Болгарської імперії, що свідчить про спільні зусилля з відновлення панування Візантії в Чорноморському регіоні.